# Шулпинов, Николай Семёнович
Никола́й Семёнович Шулпи́нов (Шульпи́нов) (27 ноября [9 декабря] 1885, Весьегонск, Тверская губерния — 7 августа 1921, Улала, Алтайская губерния) — русский живописец-пейзажист, член Товарищества передвижных художественных выставок.

## Биография

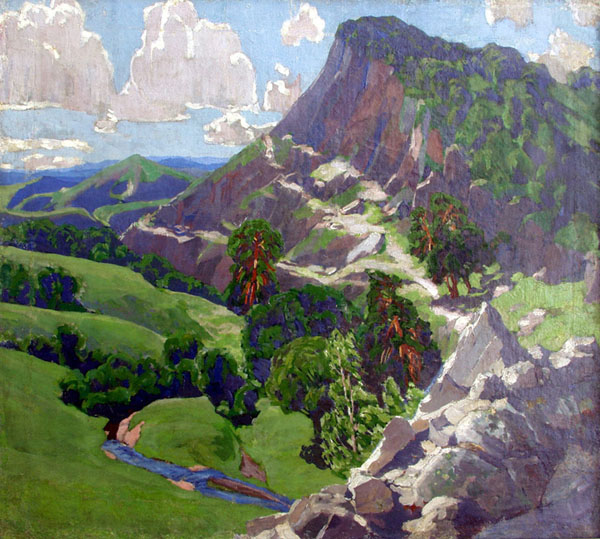
«Горный пейзаж», (1910), холст, масло — Государственный художественный музей Алтайского края.

Николай Шулпинов родился 27 ноября 1885 года в семье дворян Весьегонского уезда Тверской губернии.
Выпускник Казанской художественной школы. Учился на скульптурном отделении у Прокопия Васильевича Дзюбанова и параллельно, на отделении живописи у Христофора Николаевича Скорнякова.
В 1911 году, по решению педагогического совета Казанской художественной школы, получает право на поступление в Московское училище живописи, ваяния и зодчества. В 1915 году Шулпинов заканчивает МУЖВЗ с присвоением звания художника I степени.
С 1916 года экспонент и с этого же года член Товарищества передвижных художественных выставок. Экспонировался на XLIV, XLV и XLVI выставках Товарищества.
В 1917 году вместе с выпускниками МУЖВЗ Я. А. Башиловым и В. В. Попатенко становится учредителем, а затем и членом правления «Общества художников московской школы» (изначально «Общество окончивших МУЖВЗ»), объединившего более шестидесяти художников.
В конце 1917 года Шулпинов уезжает в Бийск, а затем переселяется в Улалу, где преподаёт в гимназии, участвует в деятельности Барнаульской секции охраны памятников старины, организации Алтайского художественного общества.
Посмертная выставка Николая Шулпинова, где было выставлено 70 работ художника, состоялась в 1924 году на последней, третьей выставке «Общества художников московской школы».

## Галерея работ

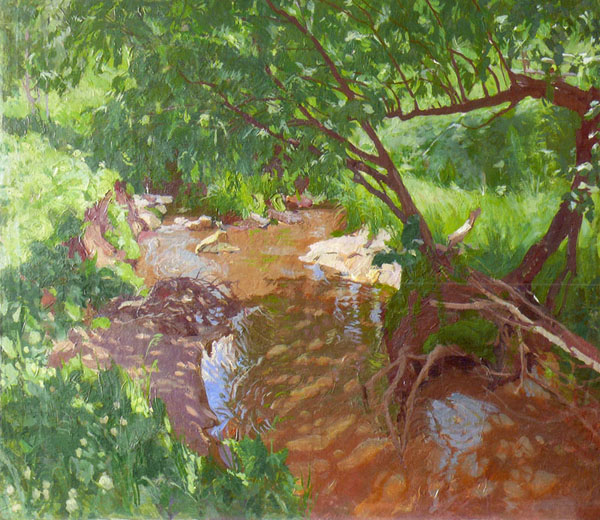
«Заимка. Паспаул.», (ранее 1921), холст, масло — Государственный художественный музей Алтайского края.
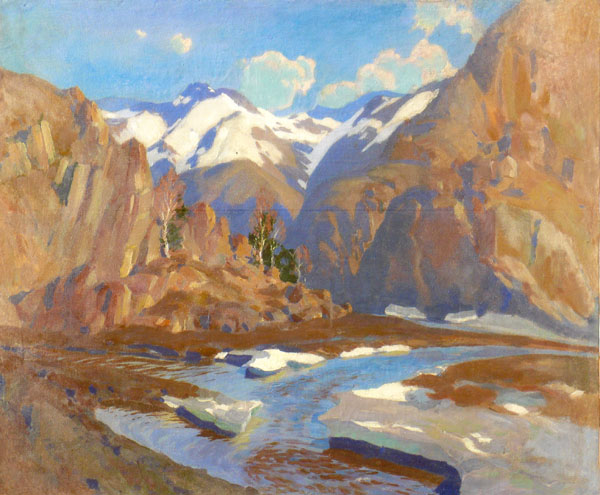
«Весна в горах», (ранее 1921), холст, масло — Государственный художественный музей Алтайского края.
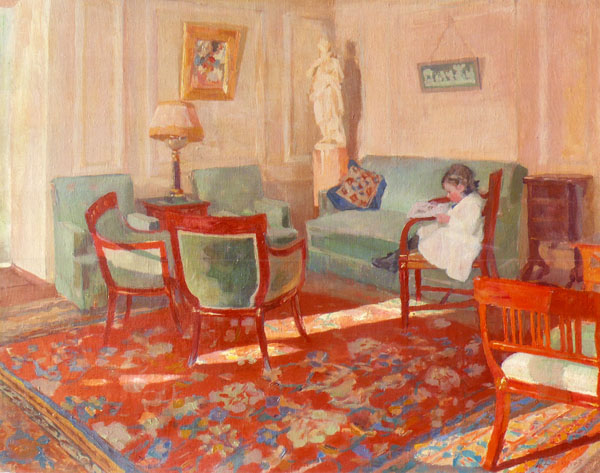
«Интерьер», (ранее 1921), холст, масло — Государственный художественный музей Алтайского края.
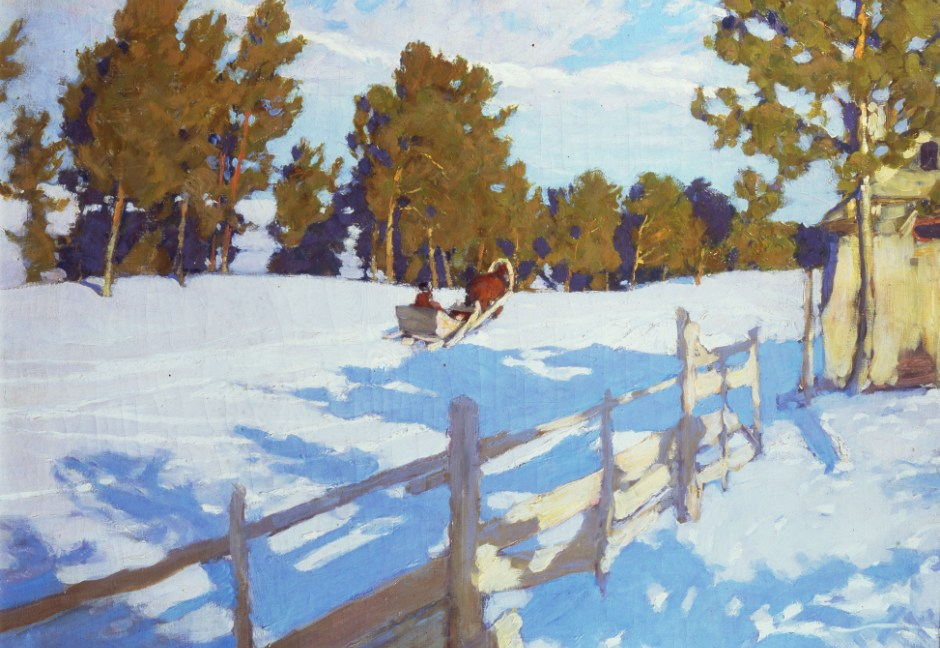
«Зимний этюд», (ранее 1921), холст, масло — Томский областной художественный музей.